# Weiß (Künstlerfamilie)
Die Familie Weiß brachte über vier Generationen hinweg Künstler hervor und betrieb vom ausgehenden Barockzeitalter an bis ins 19. Jahrhundert hinein im Allgäu ein regionales Kunstzentrum mit einer renommierten Werkstätte im Heimatort in Rettenberg. Vierzehn künstlerisch tätige Personen, elf Männer und drei Frauen (darunter Maria Angelika Weiß, verheiratete von Gumppenberg (1799–1876), die erste Studentin der neugegründeten Münchner Kunstakademie), zählt man heute zur Familie Weiß. Als bedeutendster Künstler gilt der Stammvater Franz Anton Weiß.
Die Weiß’schen Künstler statteten im Allgäu etwa 70 Kirchen, Kapellen und zahlreiche Privathäuser im Stil des heiteren Rokoko aus. Aber auch überregional finden sich ihre Kirchenausstattungen in Oberbayern und Württemberg, im Salzkammergut und in Tirol und auch im Nordschweizer Kanton St. Gallen.
Das Werk der Familie Weiß umfasst Fresken, Tafelbilder, Skulpturen, aber auch Dekorationsmalereien. Hinzu kommen Landschaften und Porträts sowie religiöse Werke zumeist für die private Andacht. Darüber hinaus haben sich hunderte von Grafiken, teils lose, teils gebunden in Skizzenbüchern erhalten. Die Summe der noch erhaltenen Weiß-Werke geht in die Tausende.
Das Geburtshaus der Künstlerfamilie Weiß liegt im Zentrum von Rettenberg gegenüber der Pfarrkirche St. Stephan in der Burgberger Straße 5.

## Stammtafel
Rudimentäre Stammtafel der bekanntesten Künstler aus der Familie:
1. Franz Anton Weiß (1729–1784), Maler, Stammvater der Künstlerfamilie[2]
  1. Dionys Roman Weiß (* 1758 in Rettenberg; † 1808)
  2. Nikolaus Weiß (* 1760; † 1809 in Kempten), Maler
    1. Ludwig Caspar Weiß (* 1793 in Rettenberg; † 1867 Immenstadt im Allgäu), Maler
      1. Carl Bartholomäus Weiß (1839–1914)

  3. Ludwig Weiß (1768–1843), Maler
    1. Angelika Weiß (1779–1876), Malerin aus Kempten, lernte zuerst bei ihrem Vater und dann an der Kunstakademie München.
2. Johann Weiß (* 1738 in Rettenberg; † 1776 in Kaufbeuren), Maler

## Werke
Vater Franz Anton, Sohn Nikolaus, Enkel Ludwig Caspar
In der Kirche St. Stephan in Rettenberg betätigen sich vor allem drei Generationen Weiß als Maler, Bildhauer, Fassmaler und Vergolder.
Franz Anton Weiß
- Die Frauenkapelle auf der Südseite von St. Michael in Sonthofen enthält ein Fresko aus der Mitte des 18. Jahrhunderts, das möglicherweise von Franz Anton Weiß stammt.[4]
- Mariä Opferung in Kranzegg: Langhaus-Deckenfresken von Franz Anton Weiß (1770, wurden aber 1928 zum Teil erneuert).[3][5]
- St. Sebastianskapelle in Wertach: Altarbild mit dem „Martyrium des hl. Sebastian“ sowie mehrere Fresken mit Engeln und Heiligen (Florian, Apollonia, Agatha, Katharina, Magnus und Johannes Nepomuk). Deckenfresko mit Sebastian als Offizier der kaiserlichen Garde Diokletians, seine Gefangennahme und Verhör, Führung zum Tode und Hinrichtung durch Pfeilschüsse.[6]
- Pfarrkirche St. Blasius in Vorderburg: Altarblatt von Franz Anton Weiß mit Kirchenpatron St. Blasius und den Nebenpatronen Georg, Silvester und Florian. Auch die Seitenaltarbilder „Dreigenerationenbild: Großeltern (Joachim und Anna), Maria im Sternenkranz und Jesus, mit seinem Ersatzopfer spielend“ sowie „Der Hl. Antonius empfängt von Maria das Jesuskind“ stammen von Franz Anton Weiß.[3]
- Pfarrkirche St. Peter und Paul in Petersthal: Die den Patronen der Kirche gewidmeten Deckenfresken des Langhauses schuf Franz Anton Weiß.[3]
- Die Pfarrkirche St. Michael in Mittelberg, eine der höchstgelegenen (1036 m über NN) Pfarrkirchen im Allgäu, besitzt den größten Freskenzyklus des Franz Anton Weiß.[7]
- Filialkirche St. Georg in Auerberg: Das Altarblatt „Übertragung des Gnadenbildes von Genazzano“ ist das Werk von Franz Anton Weiß (Rettenberg, bez. 1767).[7]
- Pfarrkirche Mariä Namen in Jungholz: Fresken

Ludwig Caspar Weiß
- St. Magnus in Buchenberg: Altar mit dem Altarblatt „Hl. Magnus“ signiert von Ludwig Caspar Weiß, auf dem Antependium „Christus im Grab“. Nördlicher Seitenaltar mit Altarbild „Hl. Georg“ (L. C. Weiß zugeschrieben); südlicher Seitenaltar die „Apotheose des Hl. Johannes Nepomuk“.[3]
- Mariä Opferung in Kranzegg: Gemälde am linken Seitenaltar „Die heilige Familie auf der Flucht“ sowie das Gemälde im Chor von L. C. Weiß 1745(?) signiert.[3]
- St. Sebastianskapelle in Wertach: Bilder der Seitenaltäre „Papst Sylvester“ (1826) und die „Hl. Katharina von Alexandrien“ (1825).[6]

Ludwig Weiß
- Die Weiß’sche Krippe wurde regelmäßig zu Weihnachten im seit 2018 geschlossenen Allgäu-Museum ausgestellt. Die aus etwa 1.000 Figuren bestehende Weihnachtskrippe zeigt verschiedene Typen aus dem Allgäuer und italienischen Volksleben.[8]
- Das Wandfresko am Bauernhaus „Franzosenbauer“ in Kempten zeigt die Belagerung durch französische Truppen. Es wurde 1958 neu gemalt.

Nikolaus Weiß
- Kapelle St. Wendelin in Wagneritz bei Rettenberg: Das Deckenfresko „Hl. Wendelin“ sowie seitlich des Chorbogens die „Muttergottes als Himmelskönigin“ und die „Maria Immaculata“ aus dem Jahr 1793.[3]
- Kapelle St. Maria Magdalena in Greggenhofen: Das um 1800 entstandene Altarblatt zeigt die Kapellenpatronin Maria Magdalena bei der Salbung der Füße von Jesus.
- St. Sebastianskapelle in Wertach: Sandsteinfigur des Brückenheiligen Johannes Nepomuk am Seitenportal beim Eingang aus 1801.[6]
- Kapelle St. Leonhard und Wendelin in Hochweiler: Fresko der Krönung Mariens (1801)[9]

Dionys Roman Weiß
- Pfarrkirche St. Blasius in Vorderburg: Das Deckenfresko von Dionys Roman Weiß zeigt die Vita des Heiligen St. Blasius.[3]